# 帯広看護専門学校
帯広看護専門学校（おびひろかんごせんもんがっこう）とは、北海道帯広市にある専修学校。運営母体は、社会福祉法人北海道社会事業協会。
1999年度より専修学校専門課程の認可を受け、現在にいたる。

## 沿革
- 1972年（昭和47年） - 前身の帯広すずらん高等看護学院を創設
- 1992年（平成4年） - 北海道社会事業協会看護学校に改称
- 1999年（平成11年） - 専修学校専門課程の認可、北海道社会事業協会帯広看護専門学校と改称

## 取得できる資格・免許状
- 看護師国家試験受験資格
- 保健師養成機関の受験資格
- 助産師養成機関の受験資格
- 養護教諭養成機関の受験資格

## 所在地
- 北海道帯広市東5条南13丁目1番地